# روزی را به یاد آور
روزی را به یادآور (به انگلیسی: Remember a Day) نام یک آهنگ از گروه سایکدلیک راک بریتانیایی پینک فلوید است که در دومین آلبوم استودیویی آن‌ها یک نعلبکی رمز و راز قرار گرفته‌است. این آهنگ توسط نوازندهٔ کیبورد گروه پینک فلوید، ریچارد رایت نوشته و ساخته شده‌است و در اکتبر ۱۹۶۷ در لندن ضبط شده‌است.

## اجرای زنده
این آهنگ تنها یکبار در سال ۲۰۰۸ و هشت روز بعد از مرگ ریچارد، توسط دیوید گیلمور در احترام به ریچارد به صورت زنده اجرا شد (۴۰ سال بعد از انتشار رسمی).
در این اجرای زنده علاوه بر دیوید گیلمور، موسیقیدانانی از قبیل فیل مانزانرا، گای پرت ،جان کرین و استیو دیستانیسلاو نیز همکاری کردند.

## نوازندگان
- سید برت - اسلاید گیتار، گیتار آکوستیک
- راجر واترز - بیس گیتار
- ریچارد رایت - کیبورد، ارگ، خواننده اصلی
- نورمن اسمیت - درام، همخوان